# Тюрли Саковские
Тюрли Саковские (бел. Цюрлі́ Са́каўскія) — деревня в Молодечненском районе Минской области Беларуси. В составе Тюрлевского сельсовета.

## География
В деревне расположен водоём. Через деревню проходит только просёлочная дорога. Вокруг посёлка поле.
Возле Тюрлей Саковских находятся деревни Саки и Поляны.

## История
В 1904 году в Лебедевской волости Вилейского уезда Виленской губернии.

## Демография

### Численность
- 2019 год — 9 жителей

### Динамика
- 1904 год — 99 жителей (деревня Цюрли)[3]
- 1999 год — 23 жителей (перепись населения)
- 2009 год — 18 жителей (перепись населения)[3]
- 2019 год — 9 жителей (перепись населения)